# Batalla del puerto de Puerto Plata
La batalla del puerto de Puerto Plata tuvo lugar en 1800 con Francia y España por un lado, y los Estados Unidos por el otro, durante la guerra no declarada entre la Primera República francesa y los Estados Unidos denominada la Cuasi-Guerra.
Las fuerzas estadounidenses desembarcaron cerca de un centenar de soldados y marineros del USS Sally en Puerto Plata y abordaron la corbeta francesa Sandwich anclada allí, que se rindió tras un breve tiroteo. Los marines estadounidenses asaltaron entonces la fortaleza San Felipe del Ejército español; después de otro breve tiroteo, el fuerte fue invadido y sus cañones fueron pinchados.

## Historia
A principios de mayo de 1800, el capitán Silas Talbot organizó una expedición naval a Puerto Plata en la isla de La Española. Su objetivo era reducir el corsario francés. Después de haber capturado las pequeñas balandras francesas Sally y Ester, el USS Constitution llegó a las afueras de Puerto Plata. Se sabía que el corsario francés Sandwich estaba anclado en el puerto.
Talbot descargó del USS Constitution una fuerza de desembarco de unos 100 marines y marineros, en la balandra de premio Sally bajo el mando del teniente Isaac Hull. Hull, con la fuerza escondida debajo de la cubierta, llevó a Sally al puerto y junto a un desprevenido Sandwich. Los franceses sin duda estaban conmocionados por la proximidad de la fuerza estadounidense y apenas luchaban; Sandwich fue capturado en minutos. Luego, los estadounidenses dirigieron su atención a la fortaleza San Felipe, un fuerte del ejército español cuyos cañones cubrían los dos barcos. Después de otra breve lucha, las defensas del fuerte fueron invadidas y los marines dispararon los cañones del fuerte.
Con la captura de Sandwich y el asalto al fuerte costero, las fuerzas estadounidenses regresaron a sus barcos y navegaron a casa. La batalla del puerto de Puerto Plata fue una de las pocas batallas terrestres durante la Cuasi-Guerra. Más tarde, el gobierno de los Estados Unidos tendría que desautorizar la incursión de Talbot, ya que era un ataque contra una parte neutral (España) y contra una fuerza militar neutral (el fuerte).